# 聖路易斯德帕倫克
聖路易斯德帕倫克是哥倫比亞的城鎮，位於該國東部，由卡薩納雷省負責管轄，距離首府約帕爾95公里，始建於1954年7月29日，面積3,057平方公里，海拔高度167米，2005年人口6,982。

## 外部連結
- San Luis de Palenque （页面存档备份，存于） (Spanish)

5°25′N 71°44′W / 5.417°N 71.733°W